# دژ جولیان
دژ جولیان در قسمت شمال شرقی شهر باستانی جولیان واقع در دهستان چم کبود در ۱۵ کیلومتری شهرستان ابدانان استان ایلام کشور ایران قرار دارد. جولیان که توسط محلیان با نام «ژیلیو» خوانده می‌شود در دامنه کبیرکوه قرار دارد و دارای قدمتی بیش از ۱۵۰۰ سال می‌باشد. بر روی تپه ماهور طبیعی مشرف بر این شهر باستانی آثاری از این قلعه قدیمی قرار دارد که به صورت دژی مستحکم ساخته شده‌است.
این دیوار سطح تپه را به صورت یک محوطه مناسب با چشم‌اندازی دلپذیر و مشرف بر دشت جولیان درآورده‌است.
سطح تپه حدود ۳۰×۲۰ متر اندازه‌گیری شده و دیوار بر آبریزی پیرامون آن ساخته شده‌است. ارتفاع تپه از سطح زمین‌های پیرامونی خصوصاً جهات جنوب و غرب ۳۰۰ متر می‌باشد.
مصالح بکار رفته در معماری بنا، سنگ و گچ می‌باشد که بیشتر از قلوه سنگ‌های محل استفاده شده‌است.
بخشی از دیوار باقی‌مانده به صورت کنگره‌ای ساخته شده و ارتفاع دیوار حدود دو متر بوده‌است. احتمالاً دژ نسبت به بناهای شهر باستانی جولیان از قدمت بیشتری برخوردار باشد. یک تیغه سنگی به رنگ سفید نیز در سطح تپه دیده می‌شود.
دیوار این دژ با توجه به موقعیت تپه ساخته شده و از نظم خاصی برخوردار نیست. در جبهه غربی آثار ورودی به داخل محوطه بنا دیده می‌شود و موقعیت دامنه تپه در قسمت غربی که مشرف به شهر و چهارتاقی جولیان است. به نظر می‌رسد این بنا به صورت معبر پله‌ای بوده‌است که بر اثر فرسایش آثار آن از بین رفته‌است. تهیه کننده:مسعود گندمی